# Granophyr

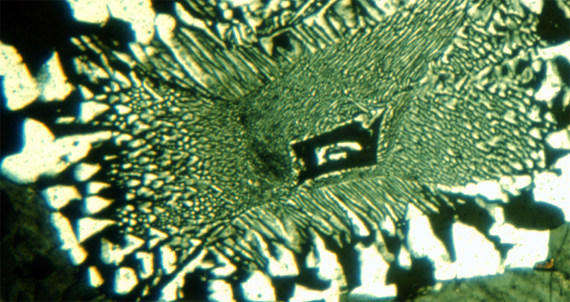
Granophyr, Mikroskopaufnahme 1,5 mm

Granophyr bezeichnet ein magmatisches Gestein mit porphyrischer Struktur und granitischer Zusammensetzung, bei welchem der Quarz und der Alkalifeldspat in der Grundmasse eine Verwachsung zeigen, die als granophyrisch oder mikrographisch bezeichnet wird, und die makroskopisch nicht erkennbar ist. Der Gesteinsname ist damit hauptsächlich strukturell definiert. Seine Verwendung wird in den Empfehlungen der International Union of Geological Sciences zur Nomenklatur der Gesteine nicht mehr empfohlen.

## Herkunft der Bezeichnung
Der Begriff wurde zuerst von dem deutschen Mineralogen Hermann Vogelsang gebraucht; allerdings bezeichnete Vogelsang damit einen Quarzporphyr mit mikrogranitischer Grundmasse. Später wurde diese Definition durch Harry Rosenbusch im Sinne der oben angegebenen Bedeutung abgeändert.

## Entstehung
Als Ausgangsmaterial wird eine Schmelze mit den drei Hauptbestandteilen Quarz, Kalium- und Natriumfeldspat (Orthoklas und Albit) angenommen, die vergleichsweise rasch abgekühlt wird und dabei eutektisch (bzw. cotektisch) auskristallisiert. Da die Feldspäte eine einheitliche Phase bilden, das  Phasendiagramm der beiden Verbindungen die Bildung einer solchen einheitlichen Phase aber nur bei niedrigem Wasserdampf-Partialdruck zulässt, wird angenommen, dass die Ausbildung einer granophyrischen Struktur nur in sehr „trockenen“ Schmelzen bzw. in geringer Tiefe in der Erdkruste (= geringer lithostatischer Druck, Möglichkeit der Entwässerung über Spalten) eintreten kann.
Solche Bedingungen können sowohl in oberflächennahen Bereichen granitischer Intrusionen auftreten, wie auch bei dem Aufstieg eines rhyolithischen Magmas, welches in subvulkanischem Niveau erstarrt, ohne zu eruptieren. Daraus folgt, dass die bloße Anwesenheit einer granophyrischen Struktur nicht genügt, um ein magmatisches Gestein als Tiefengestein (Plutonit) oder als Vulkanit zu kennzeichnen. Diese Zuordnung muss anhand anderer geologischer Kriterien getroffen werden.

## Erscheinungsbild
Makroskopisch ist das Vorliegen einer granophyrischen Struktur nicht feststellbar, die entsprechenden Gesteine können beispielsweise als Mikrogranite, Rhyolithe oder Aplite angesprochen werden.
Im Dünnschliff ist zu erkennen, dass der Quarz innerhalb eines Feldspatkristalls als keil-, stäbchen- oder hakenförmige Struktur vorliegt, die den Feldspat durchsetzt. Dabei sind die äußeren Formen der Quarzkristalle mehr oder weniger scharf ausgebildet. Aufgrund der geringfügigen Unterschiede im Brechungsindex zwischen Quarz und Feldspat sind diese Strukturen im Hellfeld kaum sichtbar und werden deutlich erst bei der Betrachtung im Polarisationsmikroskop erkennbar.

## Zusammensetzung
Granophyr setzt sich vor allem aus Feldspat und Quarz zusammen. Geringere Anteile haben dunkle Minerale, die meist nicht mehr als 5 % der Gesamtmasse ausmachen.

## Vorkommen
Man findet Granophyr zum Beispiel am Vestrahorn und Eystrahorn im Südosten von Island. Auch in der Nähe des Luganersees in der Schweiz kommt er vor.

## Ähnliche Gesteine
Eine sehr ähnliche Verwachsung von Quarz mit Feldspat, wie im Granophyr, die allerdings mit bloßem Auge erkennbar ist, findet sich im Schriftgranit. Allerdings unterscheiden sich die Bildungsbedingungen in beiden Fällen doch erheblich, da Schriftgranit in Pegmatiten vorkommt und damit nicht in Abwesenheit von Wasser gebildet wurde.